# Тейки (Минский район)
Тейки (транслит.: Tejki; бел. Тэ́йкі) — деревня в Минском районе Минской области Республики Беларусь. В составе Горанского сельсовета.

## География
Деревня расположена на автомобильной дороге Заславль — Новое Поле.

## Транспорт

### Автобус
Минск (автовокзал Карастоянова) — Новое Поле

## Достопримечательность
В деревне Тейки расположено старинное польское кладбище, в центре которого находится часовня-усыпальница Вишневских.

## Галерея

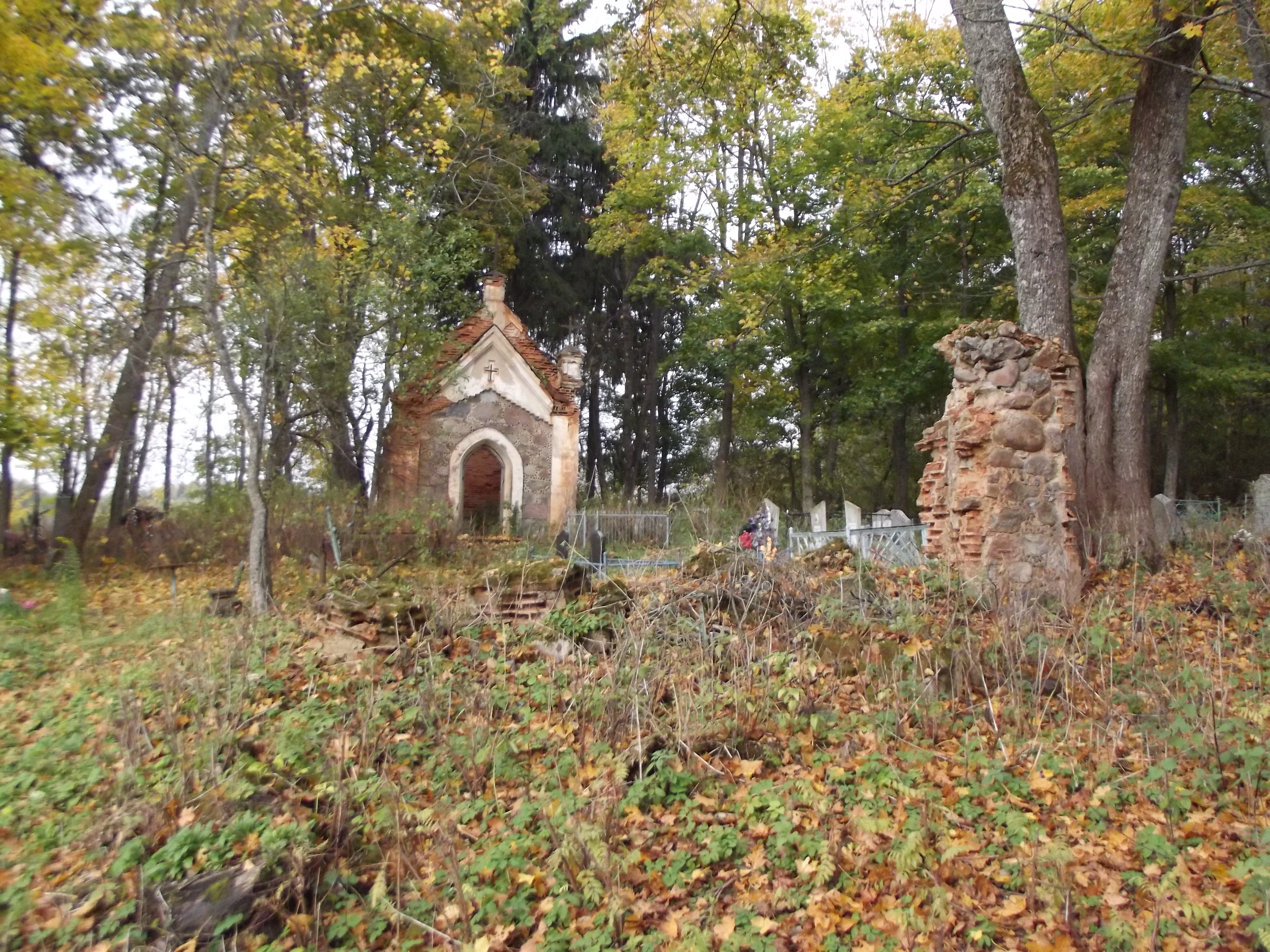
Польское кладбище.
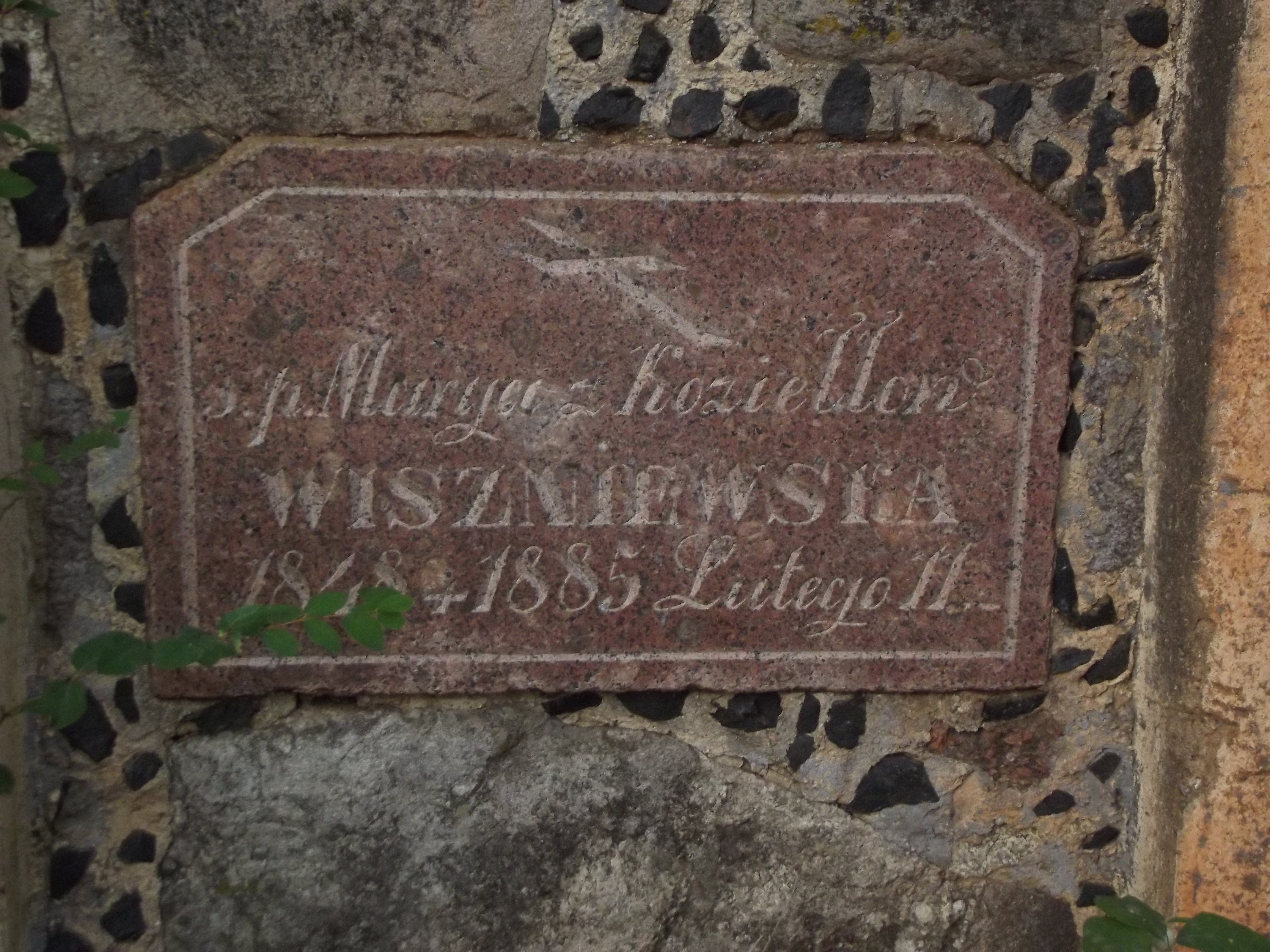
Надгробные плиты в стене усыпальницы.
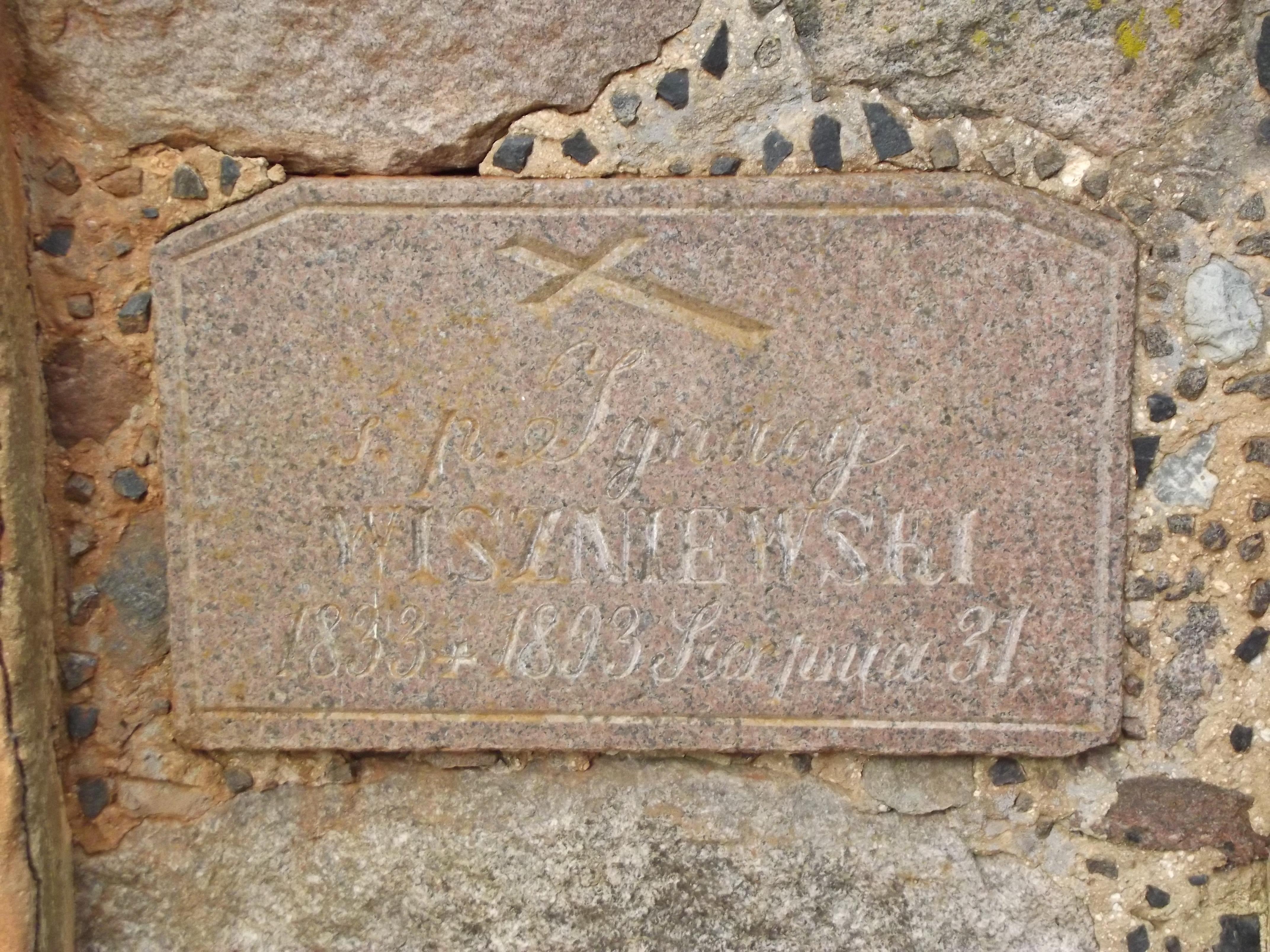
Надгробные плиты в стене усыпальницы.
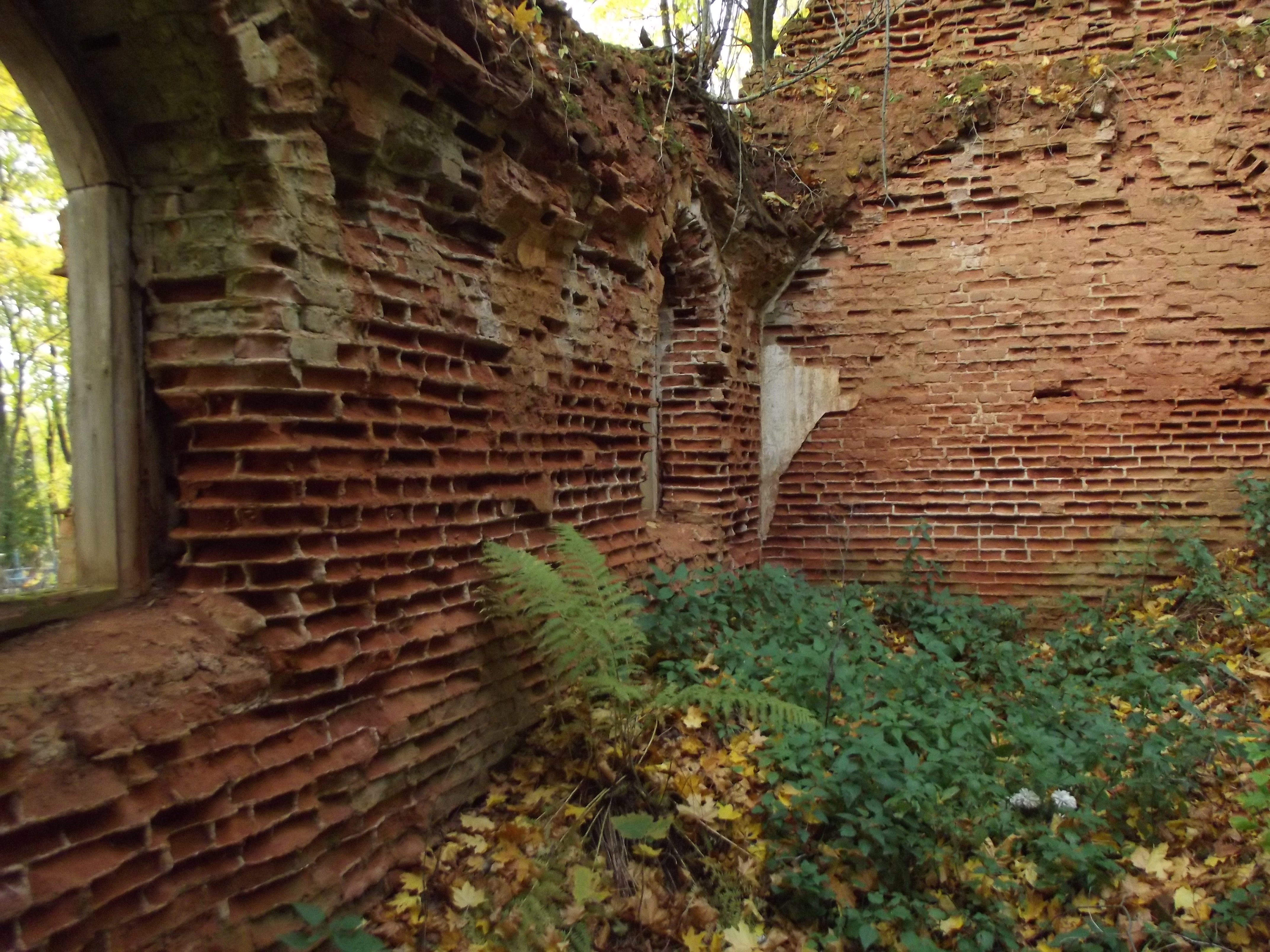
Внутри усыпальницы.